# بافيل سودوبلاتوف
بافيل آناتوليفيتش سودوبلاتوف (بالروسية: Па́вел Анато́льевич Судопла́тов) (ولد 7 يوليو 1907 – توفي 24 سبتمبر 1996)،هو جندي من الجيش السوفيتي بين عامي 1919 و1953، وكيل المفوضية الشعبية للشؤون الداخلية. ولد بافيل في ميليتوبول (الإمبراطورية الروسية). في 1953 , كان ضابط كبير من وزارة الداخلية في الاتحاد السوفيتي. رئيس منظمة القوميين الأوكرانيين (يفكيني كونوفالتس) اغتيل في 1941 في روتردام على يد بافيل سودوبلاتوف. سودوبلاتوف كان العقل المدبر وراء اغتيال ليون تروتسكي قامت بها NKVD على زعيم المعارضة اليسارية. رامون ميركادير شاركت في عملية الاغتيال. وكان قد اعتقل في عام 1953، وحكم عليه 15 سنوات سجن. أطلق سراحه من السجن في 21 أغسطس 1968، ولم يرد إليه اعتباره بعد خروجه من السجن. ودفن في مقبرة موسكو.

## عمليات سرية
وقاد عمليات سرية وشارك في هذه العمليات:
- أجرى محادثات مع قائد عسكري بارز جمهورية مهاباد (مصطفى البارزاني)
- اغتيال يفكيني كونوفاليتس
- اغتيال ليون تروتسكي
- عمليات التضليل من خلال الاتصالات اللاسلكية (نظرة: ru:Монастырь (операция советской разведки) وru:Операция «Березино»)
- اغتيال المطران تيودور
- اغتيال ألكسندر شومسكي
- اغتيال ســولومـون ميخــولز
- سودوبلاتوف وضعت خطة اغتيال هتلر (نظرة: ru:Миклашевский, Игорь Львович)
- اغتيال رومان شوخيفيتش

بعض حقائق مثيرة للاهتمام عن سودوبلاتوف:
- انه تلقى علاجا طبيا في مستشفى الطب النفسي في سانت بطرسبرغ (وبدأ الأب يتظاهر يكون جنوني لكي تتجنب بالسجن).
- وقد خدم عقوبته في سجن فلاديمير المركزي (سودوبلاتوف نجا من ثلاث نوبات قلبية وأصبح أعمى في عين واحدة منذ تلك اللحظة الأليمة).

## مناصب وظيفية
- رئيس PGU لجنة أمن الدولة
- رئيس مكتب رقم 1 (MGB)
- نائب رئيس مديرية المخابرات (NKVD)
- رئيس قوة خاصة (NKVD) (الحرب العالمية الثانية)
- رئيس المديرية رقم 9 (وزارة الداخلية)
- نائب رئيس الاستخبارات الخارجية (وزارة الداخلية)

## جوائز
وهو أيضا حائز على العديد من جوائز الدولة:
- وسام لينين
- وسام سوفوروف
- وسام الحرب الوطنية
- وسام الراية الحمراء (ثلاثا)
- وسام النجمة الحمراء (مرتين)
- وسام "للدفاع عن موسكو"
- ميدالية في ذكرى الاحتفال بالذكرى 800 لموسكو
- ميدالية "الانتصار على ألمانيا في الحرب الوطنية العظمى 1941-1945"
- ميدالية "الانتصار على اليابان"
- ميدالية "للدفاع عن منطقة القوقاز"
- وعدد قليل من أكثر

## وصلات الإنترنت
- (بالإنجليزية) Symon Petliura, Yevhen Konovalets, Stepan Bandera -Three Leaders of Ukrainian Liberation Movement murdered by the Order of Moscow. Ukrainian Publishers Limited. 237, Liverpool Road, London, United Kingdom. 1962. (audiobook).
- المقابلة التي إنها الأخيرة قبل الموت (بالروسية)
- الأكراد والمخابرات (بالروسية)
- العمليات الخاصة ل بافيل سودوبلاتوف (بالروسية)
- 5 عمليات سودوبلاتوف (بالروسية)